# Meilhaud
Meilhaud település Franciaországban, Puy-de-Dôme megyében. Lakosainak száma 495 fő (2022. január 1.). Meilhaud Pardines, Perrier, Solignat, Tourzel-Ronzières és Les Deux-Rives községekkel határos.

## Népesség
A település népességének változása:
| Lakosok száma | 544  | 534  | 527  | 496  | 494  | 489  | 485  | 483  | 495  |
|               | 2013 | 2015 | 2016 | 2017 | 2018 | 2019 | 2020 | 2021 | 2022 |